# Holašovice
Holašovice Csehország déli részén található Jankov település része a České Budějovice-i járásban. Az itt található úgynevezett parasztbarokk stílusú épületegyüttes a 19. század hetvenes éveiben épült, és egy egységet alkot, melyet 1998-ban az UNESCO a világörökség részévé nyilvánított.

## Világörökség helyszín
A világörökség címért vívott erős nemzetközi versenyben Holašovice sikeréhez hozzájárult a tény, hogy az itteniek élő közösséget alkotnak. A mindössze 140 fős lakosú falucska ugyanis az itteniek állandó lakóhelyéül szolgál, az épületek többsége magántulajdonban van. A település nem a fő közlekedési útvonalak mellett fekszik, ennek köszönhetően biztosít lakóinak nyugodt környezetet, melyben a település így fennmaradhatott.

## Az épületek
A faluban lévő 120 épület közül 23 műemlékvédelem alatt áll, melyek egységes egészként egy skanzent alkotnak. Lakóházakon kívül ólak, pajták, istállók, magtárak, kapuk és különféle kerítések tartoznak a településhez. Az épületek egy durván 210×70 méteres nagyságú területen belül helyezkednek el.

## Parasztbarokk
Ez egy csaknem tökéletesen fennmaradt középkori település, melyet csúcsos homlokzatú lakóházak és magtárak alkotnak, amiket csillagokkal díszített kapuk és kerítések kötnek össze egy egységgé.  A homlokzatok többségén fennmaradt az úgynevezett népi- vagy parasztbarokk stukkódíszítése is, ami egyedülálló hangulatot és jelentőséget ad az egész településnek. A látogató úgy érezheti magát, mint aki a 19. század második felébe érkezett egy kis faluba.

## Nemcsak történelmi jelentőségű
A négyszögletes település körül van még néhány érdekes épület, amelyek már nem tartoznak a Világörökség védelme alá, például a volt községi iskola, ahol ma információs központ működik. A skanzen határain kívül található a földművesmesterségek központja, amelynek része egy magánkézben működtetett boksa. A 20. század újabb építkezéseinek a védett területen kívül van helyük, a település északkeleti részén.

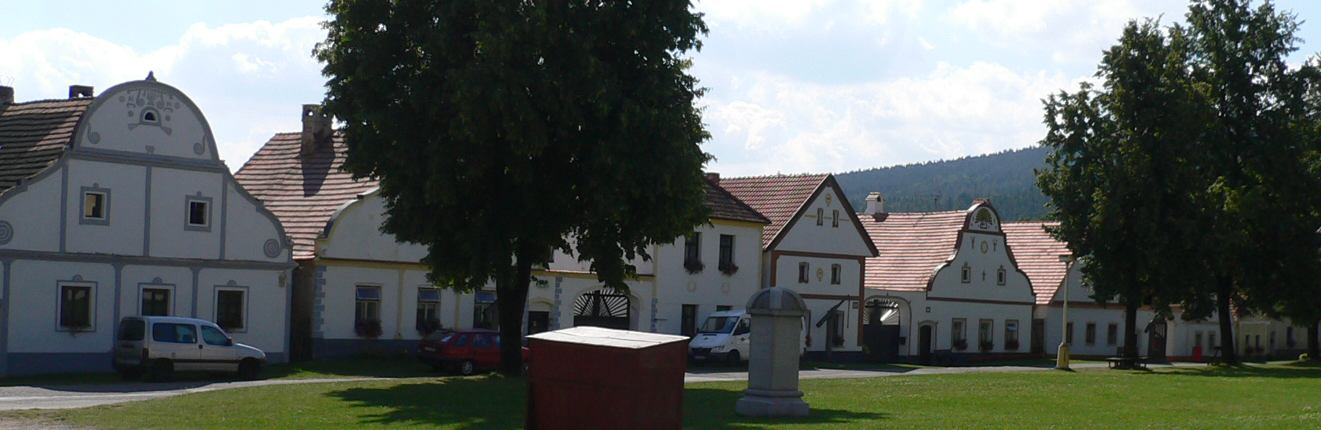
Holašovice

## Fordítás
- Ez a szócikk részben vagy egészben  a   Holašovice című cseh Wikipédia-szócikk fordításán alapul.  Az eredeti cikk szerkesztőit annak laptörténete sorolja fel. Ez a jelzés csupán a megfogalmazás eredetét és a szerzői jogokat jelzi, nem szolgál a cikkben szereplő információk forrásmegjelöléseként.